# يولا
يولا (بالفنلندية: Jolla) هي شركة تقنية فنلندية؛ تعمل في مجال تصميم الهواتف الجوالة وتطور نظام التشغيل مفتوح المصدر سيلفيش أو إس Sailfish OS. أسس موظفون سابقون في نوكيا الشركة في 2011، ويقع مقرها في هلسنكي، فنلندا. تمتلك الشركة مكاتب بحث وتطوير في هلسكني وتامبيري وقسم بحث وتطوير في سايبورج بورت، في هونغ كونغ. وأشار القائمون على الشركة إلى امتلاكهم قسم بحث وتطوير في الصين.

## منتجات
أطلقت الشركة أول منتجاتها تحت اسم Jolla Phone في 27 ديسمبر 2013، وهو هاتف بكاميرا 8 ميجابكسل وسعة تخزينية 16 جيجابايت.
أطلقت يولا في 19 نوفمبر 2014 أول حاسوب لوحي يعمل بنظام التشغيل مفتوح المصدر سيلفيش أوس. حصلت الشركة على تمويل إنتاج الجهاز اللوحي عن طريق حملة أقامتها في منصة التمويل الجماعي إنديجوجو.
أطلقت الشركة هاتفها الثاني العامل بنظام سيلفيش أو إس في مايو 2016 تحت اسم Jolla C وهو هاتف موجه للمطورين بإمكانيات متوسطة.

## وصلات خارجية
- الموقع الرسمي